# Juan Pascual de Mena
Juan Pascual de Mena – hiszpański rzeźbiarz neoklasyczny, był nauczycielem José Ariasa.